# Darwin Echeverry
Darwin Andrés Echeverry Angulo (* 2. Januar 1996 in Cali, Kolumbien) ist ein ehemaliger spanischer Sprinter, der sich auf die 400-Meter-Distanz spezialisiert hat.

## Sportliche Laufbahn
Erste internationale Erfahrungen sammelte Darwin Echeverry im Jahr 2013, als er bei den Jugendweltmeisterschaften in Donezk mit 49,54 s in der ersten Runde im 400-Meter-Lauf ausschied und mit der spanischen Sprintstaffel (1000 Meter) mit 1:55,61 min den Finaleinzug verpasste. 2015 belegte er bei den Junioreneuropameisterschaften in Eskilstuna in 47,47 s den sechsten Platz über 400 Meter und 2017 gelangte er bei den U23-Europameisterschaften in Bydgoszcz mit 46,92 s auf den achten Platz. Anschließend erreichte er mit der spanischen 4-mal-400-Meter-Staffel bei den Weltmeisterschaften in London das Finale und belegte dort mit neuem Landesrekord von 3:00,65 min den fünften Platz. Im Jahr darauf belegte er bei den U23-Mittelmeer-Meisterschaften in Jesolo in 47,02 s den sechsten Platz über 400 Meter und gewann mit der Staffel in 3:09,78 min die Bronzemedaille hinter den Teams aus Italien und Tunesien. Anschließend belegte er bei den Mittelmeerspielen in Tarragona in 46,89 s den achten Platz im Einzelbewerb und gewann mit der Staffel in 3:04,71 min die Silbermedaille hinter dem italienischen Team. Daraufhin verhalf er der Staffel bei den Europameisterschaften in Berlin zum Finaleinzug und trug damit zum Gewinn der Bronzemedaille bei. 2019 schied er mit der Staffel bei den Weltmeisterschaften in Doha mit 3:04,29 min im Vorlauf aus.

## Persönliche Bestleistungen
- 400 Meter: 46,23 s, 22. Juli 2018 in Getafe
  - 400 Meter (Halle): 46,61 s, 18. Februar 2017 in Salamanca